# Queque
Queque é um bolinho muito simples e muito usado no lanche. O nome "queque" deriva da palavra "cake", que significa bolo em inglês, este é similar ao chamado cupcake americano.

## Variedades
Em Portugal, qualquer bolo pequeno individual pode ser chamado de queque, logo existe uma enorme variedade, tanto doces como salgados.
No Brasil também é conhecido por bolo inglês, e é encontrado facilmente em padarias, supermercados e lojas de agronegócio.

## Nome
Na gíria portuguesa, queque pode também designar uma pessoa petulante da média ou da alta burguesia, que cultiva a vaidade social e o snobismo.